# Revueltas antiseñoriales durante la Guerra de las Comunidades de Castilla

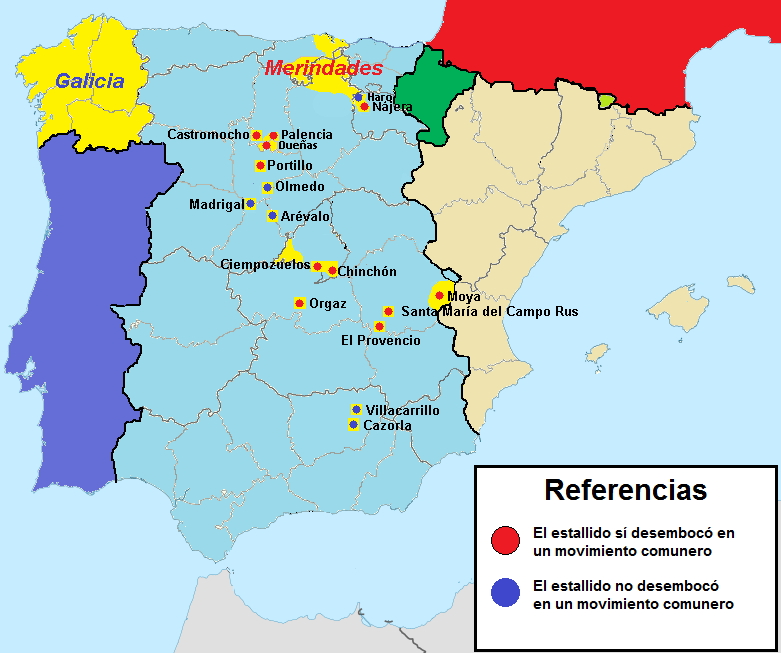
Estallidos antiseñoriales en Castilla durante 1520 y 1521.

Durante la guerra de las Comunidades de Castilla, en 1520 y 1521, tuvieron lugar una serie de movimientos y revueltas antiseñoriales que encontraron su núcleo principal en el reino de Castilla, aunque también surgieron focos insurreccionales al sur de la sierra del Guadarrama, por ejemplo, en Chinchón, Orgaz, Moya o Cazorla. No debe confundirse esta ola antiseñorial con el movimiento comunero propiamente dicho. Lo que ocurrió en realidad fue que las comunidades locales de las villas y ciudades sometidas al poder señorial aprovecharon la crisis generada por la guerra civil para revivir sus antiguos reclamos de vuelta al realengo.
Además, no todas las ciudades rebeladas terminaron prestando apoyo a los comuneros, aunque un número importante sí lo hizo: las siete Merindades de Castilla la Vieja, Palencia, Dueñas, Chinchón, Moya, etc.
Esta ola de movimientos antiseñoriales tuvo dos consecuencias: ante todo, inquietó a la nobleza y la forzó a tomar activamente partido por el poder real; y segundo, obligó a los comuneros a precisar su programa y sus objetivos. Desde entonces, lo que parecía más un conflicto político entre las ciudades y el poder real, pasó también a ser una lucha social entre las comunidades del reino y la nobleza, a la cual los comuneros acusaron de defender sus intereses partículares y no el bien común. La campaña dirigida por el obispo Antonio de Acuña en Tierra de Campos hacia enero de 1521 (véase: Hostigamiento a Tierra de Campos), las condenas a muerte de numerosos señores considerados «enemigos del bien público», entre otros acontecimientos, dan fe de la radicalización del movimiento comunero.

## Galicia
Si bien Galicia se mantuvo al margen de la revuelta comunera, no se vio libre de la agitación antiseñorial. Al conde Fernando Andrade, por ejemplo, sus vasallos casi le tomaron por asalto una fortaleza, y la disposición a pagar los impuestos y tributos señoriales tampoco era la mejor:

Comienzan a gustar de no pagar a sus señores ni las rentas reales.
Instrucción que el Almirante de Castilla confió a Bernardino Pimentel y que Angelo de Bursa llevó al Emperador, fechada el 15 de abril de 1521.

Para hacer frente a la situación, los señores de la región se reunieron a comienzos de diciembre de 1520 en la ciudad de Mellid, donde redactaron un manifiesto orientado, principalmente, a preservar sus dominios señoriales de la subversión.

## Reino de Castilla

### La Rioja
En La Rioja, los dos focos de rebelión antiseñorial estuvieron en Haro, propiedad del Condestable, y en Nájera y su contorno, señoriada precisamente por el duque de su título. En cuanto a la villa de Robles, no llegó a sublevarse, pero sí aprovechó la coyuntura
para denunciar los abusos de su señor, Juan de Lezana.

#### Haro
La rebelión en Haro no perduró demasiado. El Condestable solicitó refuerzos a la ciudad alavesa de Vitoria, con una carta que se leyó el 13 de septiembre en el ayuntamiento, y controló rápidamente la situación. Además, para evitar un nuevo estallido, el día 17 ordenó a la villa que no celebrase concejo general a no ser que el alcaide, el procurador, los regidores y los alcaldes lo considerasen muy necesario. Al día siguiente mandó también que quien armase el menor alboroto fuese reo de muerte y que se designasen veinte hombres para asistir con voz y voto al concejo.

#### Nájera
Nájera se sublevó el 14 de septiembre, cuando los vecinos amotinados ahorcaron a un criado hidalgo del duque y saquearon las casas de sus partidarios. Inmediatamente se procedió a proclamar la Comunidad, expulsar las autoridades designadas por el señor y días después (probablemente entre el 16-17) apoderarse de una de las fortalezas de la ciudad —la menos defendida— y del mismo alcázar, cuyos defensores decidieron abandonarlo para recluirse en el castillo de la Mota, pieza menos guarnecida y que suponían más importante para impedir que la sublevación se extendiese. A fin de recabar apoyo, el día 17 de septiembre Nájera llamó en su apoyo al concejo de Navarrete y a otras localidades que no tardaron en rebelarse: Uruñuela, Huércanos, Camprovín y Matute.
El duque de Nájera tomó conocimiento de la situación al día siguiente, el 15. Viniendo desde Pamplona, el martes 18 ya estaba a tres leguas de la ciudad al frente de un ejército formado por contingentes reclutados en sus tierras y por otros aportadas de parte de Gómez de Butrón, el Condestable, los condes de Miranda y Aguilar y algunos parientes suyos del País Vasco. Dirigió entonces a la ciudad un ultimátum en que, consignando que sus vecinos habían incurrido en la pena de muerte por los excesos cometidos, se les requería a ellos y a los pobladores de las otras aldeas sublevadas que, dentro del plazo de una hora, volviesen a su fidelidad y obediencia, bajo amenaza de entrar a sangre y fuego y hacer merced del despojo a los combatientes que traía consigo.
El duque también prometió actuar con clemencia si se rendían, pero lejos de eso, los amotinados 
respondieron hostigando a la fortaleza que permanecía leal y disparando la artillería contra él y su ejército. Un nuevo intento de conciliación lo realizaron el corregidor y cuatro regidores Logroño, aunque en vano, pues, al igual que un caballero del Condestable, casi salieron muertos de la discusión.
Ante la obstinación de los vecinos, el duque ordenó combatir la villa y recuperar los castillos. Se desató así un feroz saqueo por parte de los atacantes, saqueo cuyos daños materiales se calcularon posteriormente en más de 70.000 ducados. Y parece que el daño hubiese resultado mayor de no ser por el Condestable, que impidió que el duque arrasase la villa por completo. Solo dos personas resultaron muertas en el enfrentamiento, aunque inmediatamente se ejecutaron a otros cuatro individuos, entre ellos un tal bachiller Castillo que había venido de Santo Domingo de la Calzada, por su responsabilidad en la rebelión.
El 22 de septiembre el duque partió hacia Pamplona, dejando en Nájera y en los alrededores, por precaución, sesenta soldados y una capitanía de caballería.

### Arévalo, Olmedo y Madrigal
En la segunda quincena de junio de 1520 las villas de Arévalo, Olmedo y Madrigal —esta el día 20— se sublevaron contra su señora, Germana de Foix, y expulsaron a las autoridades que ella había designado. Inmediatamente enviaron procuradores al cardenal Adriano para pedirle que se designaran nuevos funcionarios reales y un corregidor. Pero ante la tardanza, el 11 de julio, las tres lanzaron un requerimiento advirtiéndole que si no eran atendidos sus sentimientos de vuelta al realengo, no tendrían otra opción que exigir justicia a los comuneros. El Consejo Real entendió entonces que lo mejor sería aceptar los hechos consumados y solicitar al rey la confirmación de sus privilegios. Así ocurrió, y el 9 de septiembre, Carlos I firmó la cédula por la cual devolvió formalmente estas tres villas al patrimonio real.
Desde entonces, declinaron todo apoyo a los comuneros. Así, Arévalo se negó a recibir al capitán Juan de Padilla, expulsó a al corregidor que la Santa Junta había nombrado —el comendador Contreras— e incluso se aprestó a la lucha por si fuese necesario. Madrigal, por su parte, impidió en dos ocasiones la entrada de Padilla en la ciudad, y solamente Olmedo parece que se mostró más flexible con los rebeldes, aunque en términos muy generales y sin tomar ningún compromiso al respecto.

### Palencia
Palencia representa un caso especial en las serie de levantamientos antiseñoriales, pues en esta ciudad el dominio era ejercido por un miembro del clero, el obispo de la diócesis. El 23 de agosto de 1520, llegadas las noticias del levantamiento en Valladolid, los vecinos pretendieron matar a Francisco, sobrino del entonces recién elegido obispo Pedro Ruiz de la Mota, y a otros canónigos y beneficiados de la Iglesia Mayor que habían intervenido en la toma de posesión del nuevo señor. Además, destituyeron a los regidores nombrados por el antiguo prelado Juan Fernández de Velasco y procedieron a nombrar unos nuevos, que seguidamente juraron consagrarse «al servicio de Dios, de la Reina y el Rey, como señores naturales, y de la Ciudad»:
- Lorenzo Herrera.
- Francisco de Villadiego, el viejo.
- Francisco Gómez de Lamadrid.
- Luis de Villegas.
- Pedro de Haro.
- Andrés de Villadiego.
- Juan de San Cebrián.
- Fernando de Palenzuela.
- Juan de Salazar.
- Francisco Gómez Delgado.

Todos estos comenzaron a celebrar las sesiones habituales con la presencia de los diputados nombrados por la población y la de los representantes de la catedral —el tesorero, el chantre Pedro de Fuentes, Gregorio del Castillo y Diego de Espinosa—. La ciudad, pues, había iniciado el camino hacia la revuelta, aunque la Comunidad no se consolidaría definitivamente hasta noviembre-diciembre de 1520, con la implantación del ayuntamiento y diputación de guerra y la llegada de Antonio de Acuña. Hasta esas fechas, sin embargo, tuvo lugar otro arrebato antiseñorial de gran envergadura: el 13 de septiembre tres vecinos de Villamuriel protestaron ante la asamblea municipal por el abandono en que tenía el alcaide a la fortaleza de la villa. A la mañana siguiente, la campana concejil tocó a rebato y los vecinos se congregaron frente al ayuntamiento exigiendo que se tomase el castillo de Villamuriel. El regimiento comenzó a deliberar en medio del tumulto, pero los agitadores, cansados de esperar una respuesta satisfactoria, condujieron a la muchedumbre hacia el castillo e incendiaron la casa episcopal derribando la mayor parte de la torre.

### Dueñas

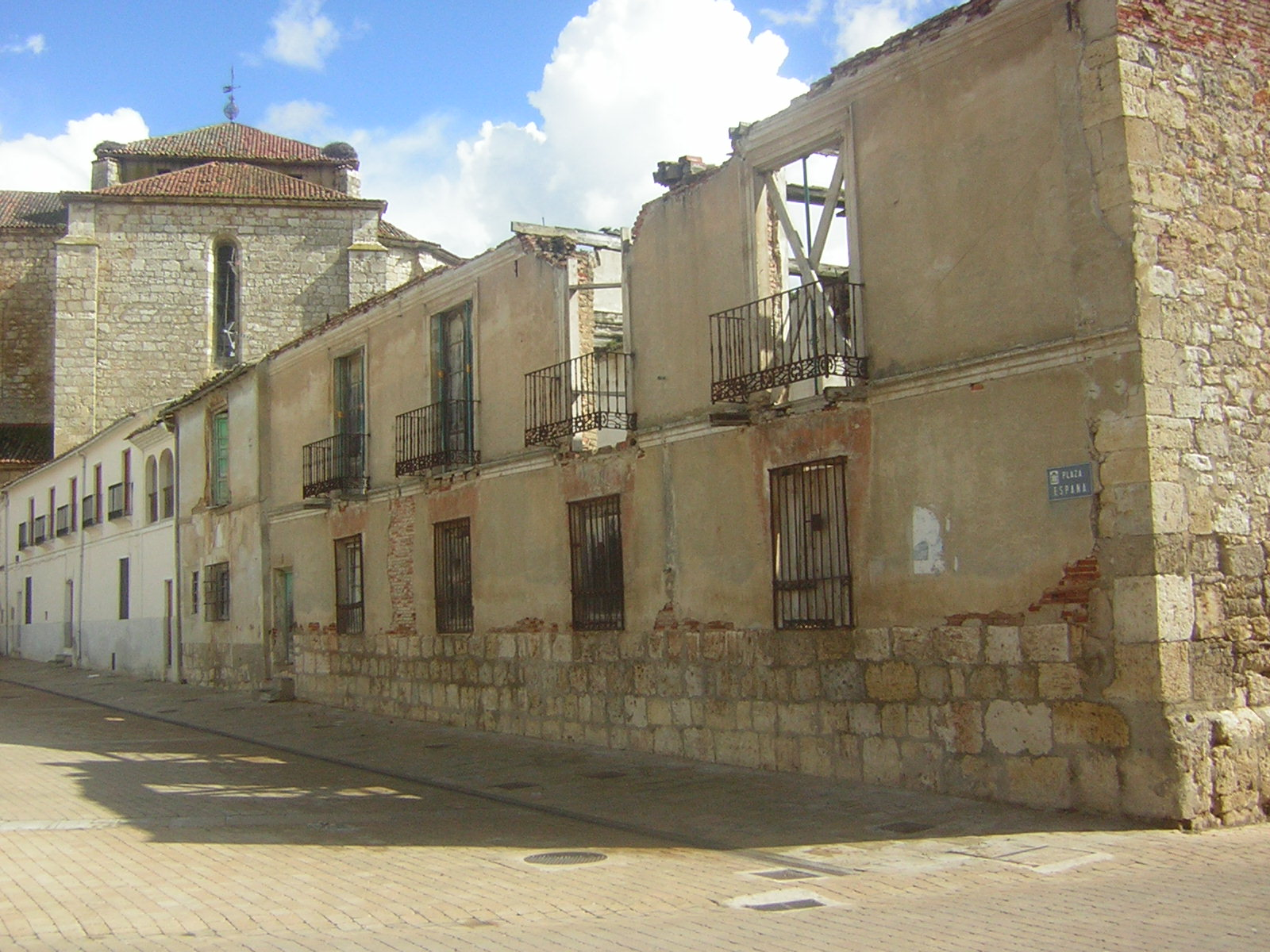
Palacio de los condes de Buendía, en Dueñas.

En Dueñas, la sublevación tuvo lugar pocos días después. Efectivamente, en la medianoche del 1 de septiembre un grupo fuertemente armado de vecinos, capitaneados por Pedro Niño, se dirigió a la llamada «plazuela de las tercias» y penetró violentamente en el palacio del conde y la condesa de Buendía, sin escuchar las suplicas de Luis de Acuña y sirviéndose de un postigo abierto por Rodrigo Niño, hijo del líder de los asaltantes. Los condes fueron hechos prisioneros y llevados a la vivienda de Alonso de Dueñas, donde firmaron bajo amenazas una carta al alcaide de alcázar para que hiciese entrega de la fortaleza a los sublevados. Ejecutado esto, la Comunidad confió la estratégica fortificación a Gaspar de Villadiego.
A Pedro Niño se le hizo entrega de la vara de alcalde, quien seguidamente eligió nuevos regidores, diputados, escribanos, alguaciles y cuadrilleros; prohibió que se acudiese a los condes con las rentas y publicó ordenanzas sobre el peso, el derecho de huéspedes y la recaudación de tributos; expulsó, en fin, de la villa a sus antiguos señores, los cuales vivieron sucesivamente, durante el forzoso exilio, en Cubillas de Cerrato, Cigales y Palenzuela.
En la casa de Pedro de Palencia, escribano de la Comunidad, se prepararon misivas a las principales ciudades —entre ellas Palencia y Valladolid—, en las cuales se demandó ayuda y justificó el levantamiento con los agravios recibidos por parte de su señor, Juan de Acuña Enríquez.

#### Consecuencias
Los sucesos de Dueñas provocaron una gran conmoción en toda Castilla. El conde de Benavente se sirvió de Velasco de Cueta para negociar con los rebeldes, y si bien estos llegaron a aceptar el regreso de los condes y que se les pagase sus tributos, la cuestión de la fortaleza, que los vecinos de Dueñas pretendieron conservar hasta la solución del pleito, truncó un eventual acuerdo. El 4 de septiembre el mismo conde escribió una carta a Palencia pidiéndole a la ciudad que no apoyase a los sublevados, ya que la Comunidad de Valladolid había decidido no hacerlo y porque toda diferencia que tuviesen los eldanenses con su señor debía encauzarse por la vía judicial, en la Chancillería. El día 7, Diego de Rojas, señor de Monzón de Campos, Cavia, Valdespina y Serón, solicitó a los palentinos su ayuda para sofocar el levantamiento junto con otros caballeros. Al día siguiente, fue el adelantado mayor de Galicia quien se mostró indignado ante la Comunidad vallisoletana por lo sucedido, añadiendo que los deudos de aquellos condes se verían en la precisión de tomar las armas para vengar el agravio que se les había inferido, y el día 14, asimismo, el conde de Albuquerque denunció que los de Dueñas contaban con el favor de los comuneros segovianos. Unos días antes, el 9, el mismo conde de Buendía había elevado al rey una doble petición, por la cual solicitaba la inhibición de los fiscales reales en su pleito contra Dueñas y demandaba la necesaria orden real para que la villa se reintegrase en su señorío.
La Santa Junta se encontró entonces en una seria encrucijada. Dudaba entre apoyar a los sublevados, ganándose la enemistad de la nobleza, o prestar a su ayuda a los señores, lo cual no le resultaría nada fácil. Temiendo que la aristocracia pudiese hacerle frente, la Junta dio toda clase de seguridad a los nobles, al mismo tiempo que les aseguró que serviría de mediadora entre Dueñas y el conde:

Quanto a la carta del señor conde de Benavente sobre lo de Dueñas, nos paresce (...) lo apuntado muy bien, porque nuestra yntinción es de no dar fauor a ninguna persona contra perjuizio (...) ni querríamos crecer más en número de los adversarios ni tanpoco querríamos que ningund Grande ni señor tratase mal a sus vasallos y pues esto se escriuió a vuestras mercedes paréscenos que lo que devés proveer sobre ello es dar horden como la villa torne al estado en que estava y que la señora condesa no sea despojada syn ser oyda, pero esto sea de manera que la comunidad de la villa no puedan recibir daño ni ser castigado ningún particular por lo pasado, asegurándoles y prometiéndoles que qualquier cosa en que fueren agrauiados el reyno está muy aparejado para remediallo y hazer ygualmente justicia entre su señor y ellos.
Carta del conde de Oropesa a la Santa Junta, fechada el 26 de septiembre de 1520.

Los acontecimientos en Castilla evolucionaron rápidamente introduciendo una variación en la relación de fuerzas. Los acontecimientos de Dueñas y lo que se reprodujeron en otras partes muy pocas semanas después llevaron a que la nobleza abandonase su apatía ante el conflicto y se enrolase en las filas del poder real.
En realidad, no fue sino años más tarde cuando el conde de Buendía atribuyó la sublevación de Dueñas a los comuneros, afirmando que todo había sido minuciosamente planeado, y que ya en agosto habían entrado en contacto con los comuneros de Toledo. Afirmación esta que los acusados negaron rotundamente:

Quando la dicha villa se avía querido alear, no avía sydo por vía de comunidad ni por azer mal ni daño a los conde e condesa, salbó por servir a Nos el rey y por querer ser nuestros vasallos y de nuestra corona real.
Memorial del 21 de agosto de 1524.

En 1524, las penas a las que se condenó a los implicados fueron poco importantes: a Diego de Palencia se le prohibió la residencia en el territorio de Dueñas, Alonso de Dueñas fue absuelto, y, por lo que respecta a Pedro y Rodrigo Niño, se desconoce el veredicto final.

### Castromocho y Portillo
Los dominios del conde de Benavente tampoco se mantuvieron al margen de la subversión. Cuando averiguó que en Castromocho existían conatos de rebeldía, acudió de inmediato y se entregó a una desmedida represión, destruyendo viviendas, azotando a los agitadores y llegando incluso a cortarles la lengua a seis de ellos. Esto no evitó, sin embargo, que a los pocos días Portillo comenzase también a agitarse dentro de sus tierras.

### Las siete Merindades

#### Desobediencia de las provisiones del Condestable
Las siete Merindades de Castilla la Vieja se vieron influidas muy de cerca por el movimiento comunero, y la Santa Junta pudo establecer en ella su propia administración en reemplazo de la del condestable, que ejercía derechos señoriales en la región amparado en una tradición inmemorial que le permitía hacerlo, aunque, de hecho, no tenía fundamento legal alguno.
En la temprana fecha de septiembre de 1520 dichas jurisdicciones invitaron a Burgos a reforzar sus sentimientos comuneros, aunque las cartas en ese sentido fueron pronto retenidas por un espadero a consejo del condestable.
En Miñón, el 5 de noviembre de 1520, compareció el procurador de las Merindades de Castilla la Vieja, Diego Alonso, ante el notario público Antonio de Ogazo de Villasante, para manifestar que «suplicaba» al rey la orden del Condestable de mandar para el día 7 unos 300 hombres de combate. Detrás de una formalidad de la época como era «suplicar» una orden, es decir, pedir que no se llevase a efecto, no había más que un conato de franca rebeldía. 
Al día siguiente, 6 de noviembre, el notario susodicho se dirigió a la plaza de Medina de Pomar y notificó la contestación del procurador a Alonso de Medina y Pero Martínez, escribanos de número de la Audiencia de Castilla, los cuales, sin embargo, se excusaron de recibirla. La notificación entonces se hizo a Pero Saravia, merino de la cárcel de Castilla la Vieja; a Diego Sánchez de Frías, recaudador, vecino de Medina; a Diego Alonso, vecino de Palazuelos, y a Juan de Zaballos, vecino de Castañeda.
Nuevamente en Miñón, pero esta vez el 13 de noviembre, los procuradores de las siete Merindades celebraron una junta y tomaron conocimiento de dos provisiones expedidas por el Condestable: una de ellas fechada en Briviesca el 8 de octubre de 1520, y por la cual ordenaba a las Merindades que no nombrasen oficiales de justicia, ni soltasen los presos de la cárceles, ni cobrasen por su cuenta las rentas reales; y otra, fechada el 27 de octubre, que repetía los mismos requerimientos. Pero Ruíz de Pereda dijo «suplicar» dichas cédulas, y aunque el 17 de noviembre se mandaron ejecutar desde la villa de Osorno, fueron nuevamente cuestionadas bajo el argumento de que iban en contra las provisiones reales «para poner alcaldes y justicias en las dichas Merindades y para coger y depositar las alcabalas de dichas Merindades» y por tanto, de su jurisdicción regia.
Ese mismo 13 de noviembre se notificó a Rodrigo Torres, a Juan Alonso de Condado y a Juan Marañón una provisión expedida el 10 de noviembre por el cardenal Adriano, en la cual se exigía que las autoridades designadas por la Junta cesasen en sus funciones. Al día siguiente, también tomaron conocimiento de ella Gómez Fernández (alcalde de la Merindad de Cuesta Urría), Pero Ruíz de la Puente (alcalde del valle y Merindad de Valdivieso) y Francisco de la Puente (escribano de Tova), y el día 15, Pedro López de Quecedo (merino del valle de Valdivieso), Pero López Vorricón (alcalde de Untrera) y García de Mardones (vecino de Revilla, y que fue notificado en Medina de Pomar). Pedro de Rueda y Juan Martínez, procuradores del valle de Valdivieso, y Pero Ruíz de la Puente y Pero López de Quecedo, todos ellos se negaron a reconocer las anteriores provisiones del Condestable.
El 14 de noviembre la Santa Junta publicó un manifiesto dirigido a las Merindades, en el cual hizo una exposición minuciosa de las causas que la motivaron a rebelarse contra Carlos I para luego felicitarlas por su actitud de resistencia al Condestable e invitarlas a unirse a su causa: la solución de los problemas que aquejaban al reino.
No es de extrañar, por lo tanto, que cuando el día 16 de noviembre se notificaron a Pero Fernández de Ángulo, procurador de las Merindades de Castilla la Vieja, cuatro provisiones reales, las desconociese (o bien, las «suplicase»), y que el día 19 hiciese lo mismo el hijo de Rodrigo Saravia, morador en Ramales, en nombre de los vecinos y moradores de la Junta de Parayas, y que el día 21 mostrasen igual resistencia las cinco Juntas de la Merindad de Losan; que el día 28 hiciese lo mismo Diego Alonso de la Puente, procurador del valle de Valdivieso, y los alcaldes del Arroyo de Valdivieso y lugares de Tova y Arroyo, y que imitaran esta conducta el día 30 Juan Ruíz, vecino de Villarcayo, y Lope García de Rueda, vecino de Bocos, a nombre de las Merindades de Castilla la Vieja.

#### Respuesta de los realistas
El condestable ordenó a García Sánchez de Arce (capitán general), a Juan López de Rueda (abad y señor de las casas de Rueda) y a Rodrigo de Torres (alcalde) a que se presentasen en Burgos en un plazo de seis días. Pero ninguno de estos tres individuos quiso acudir personalmente a la citación; en su representación, el 1 de diciembre decidieron enviar a Gabriel de Salinas, criado de García Sánchez. El miedo a las represalias y las tareas importantes que alegaban tener que desempeñar fueron las excusas presentadas por los implicados.
El domingo de Ramos de 1520 el hijo del duque de Nájera, Manrique de Lara, entró a Medina de Pomar acompañado del Consejo Real y al frente de 4000 infantes y caballeros. Allí permaneció seis días convenciendo a ciertas personalidades de las Merindades para que prestasen obediencia al monarca y no se uniesen a los comuneros. Juan Fernández Marañón trasmitió la noticia a la Junta y aprovechó la ocasión para hacer dos observaciones: primero, dichas personas particulares habían dado la razón al hijo del duque de Nájera por miedo a las represalias, por lo que se debía considerar nulo el juramento hecho al respecto; segundo, era necesario proveer a las Merindades de un capitán general o corregidor.

#### Respuesta de los comuneros
Las Merindades prestaron una inestimable colaboración al rebelde Pedro López de Ayala, conde de Salvatierra, manteniendo un importante foco de tensión al norte de Burgos. El 29 de febrero dirigieron un memorial a la Junta confesando abiertamente su rebelión y solicitando, entre otras cosas, las siguientes autorizaciones y cédulas pertinentes:
- Una orden para impedir que los clérigos y habitantes de las Merindades obedeciesen el entredicho impuesto por un juez delegado enviado a la región.
- Otra orden con el fin pagar del importe de las alcabalas y las bulas los gastos realizados para el reclutamiento de tropas.
- Otra orden para que se encabezasen las alcabalas y tercias según el monto vigente en 1494.
- Una autorización para vender alguno de los ejidos de la provincia, por carecer de rentas de propios.
- Otra autorización para no obedecer las cédulas de los regentes, del Condestable o del mismo monarca, y para que quien estuviese dispuesto a hacerlo fuese hecho prisionero y despojado de sus bienes.
- Una orden para que los que tuviesen salitre y pólvora en el valle de Sotocueva y en Horbaneja la entregasen a las Merindades.

El 3 de abril, la Junta nombró a Diego Ramírez de Guzmán gobernador de las siete Merindades de Castilla la Vieja, de Campos y de las Cuatro Villas de la Costa del Mar (Laredo, Castro Urdiales, Santander y San Vicente). El 9  o 10 de abril de 1521 se designó al licenciado Urrez como corregidor de la Merindad de Campoo y a Gómez de Hoyos capitán general de la jurisdicción. Ambos pudieron formar en la comarca de Reinosa, con ayuda de los caballeros Lope de Quevedo y Juan de los Ríos, un ejército de hasta 8000 campesinos, que se dirigieron a Medina de Pomar al encuentro de las tropas realistas. Cuando llegaron, los 5000 hombres del Condestable y el duque de Nájera ya habían partido, por lo que el ejército fue licenciado y todos volvieron a sus tierras. Urrez vio con claridad la situación: los valles de la provincia cantábra (citó precisamente los de Guña, Cieza, Toranzo y Carriedo), así como el marquesado de Santillana, estaban ansiosos de alzarse en Comunidad y liberarse del yugo que no desde hacía muchos años los ataba a sus respectivos señores. En ese sentido, detuvo al oficial de justicia nombrado por el Condestable en esas tierras. También encontró ciertos capítulos que algunos habían otorgado a Iñigo Fernández de Velasco. A esto, Urrez respondió prendiendo a seis de los trece o catorce individuos que habían participado en su redacción; el resto huyó.
Fue a las Merindades a quien la Junta pidió el 8 de abril que en connivencia con el conde de Salvatierra impidiesen el paso de las tropas del Condestable luchando hasta la muerte. Se trataba de un poderoso ejército que marchaba hacia al sur para unirse a las fuerzas del conde de Haro en Peñaflor de Hornija.

#### La represión
El Condestable impuso en su feudo y en las Merindades una represión particularmente dura, y llegó a pedir también una indemnización por los daños que los comuneros habían causado a Medina de Pomar: 1.800.000 maravedís. A esto se sumaban 1.125.000 por gastos diversos. El 6 de noviembre de 1524, sin embargo, los rebeldes de las Merindades fueron simplemente perdonados por la justicia real, que en este caso, como en otros, supo mostrarse más indulgente que la señorial.

## Reino de Toledo

### Chinchón y Ciempozuelos
En la región, hasta 1480 del concejo segoviano y ahora señorial, el foco antiseñorial se situó en las tierras del conde de Chinchón, Fernando de Cabrera y Bobadilla, que incluían Chinchón, Ciempozuelos y los sexmos de Valdemoro y Casarrubios, cuyos vecinos que se apoderaron de la artillería, destituyeron a los oficiales de justicia y derribaron las horcas, símbolo del poder señorial. A pesar de que en septiembre el conde escribió a la Comunidad de Valladolid para que lo impidiese y que el día 19 lo imitó el duque de Albuquerque, los comuneros segovianos apoyaron a los rebeldes y colaboraron enviando las tropas que, al mando del regidor Antonio de Mesa, pusieron cerco a la fortaleza de Chinchón, así como la de Odón. A la primera de ellas el Condestable ordenó liberar en noviembre de 1520, bajo pena de traición; semanas después, el 26 de dicho mes, el concejo de Ocaña ordenó al capitán comunero Juan de Osorio no acudir en ayuda del noble.

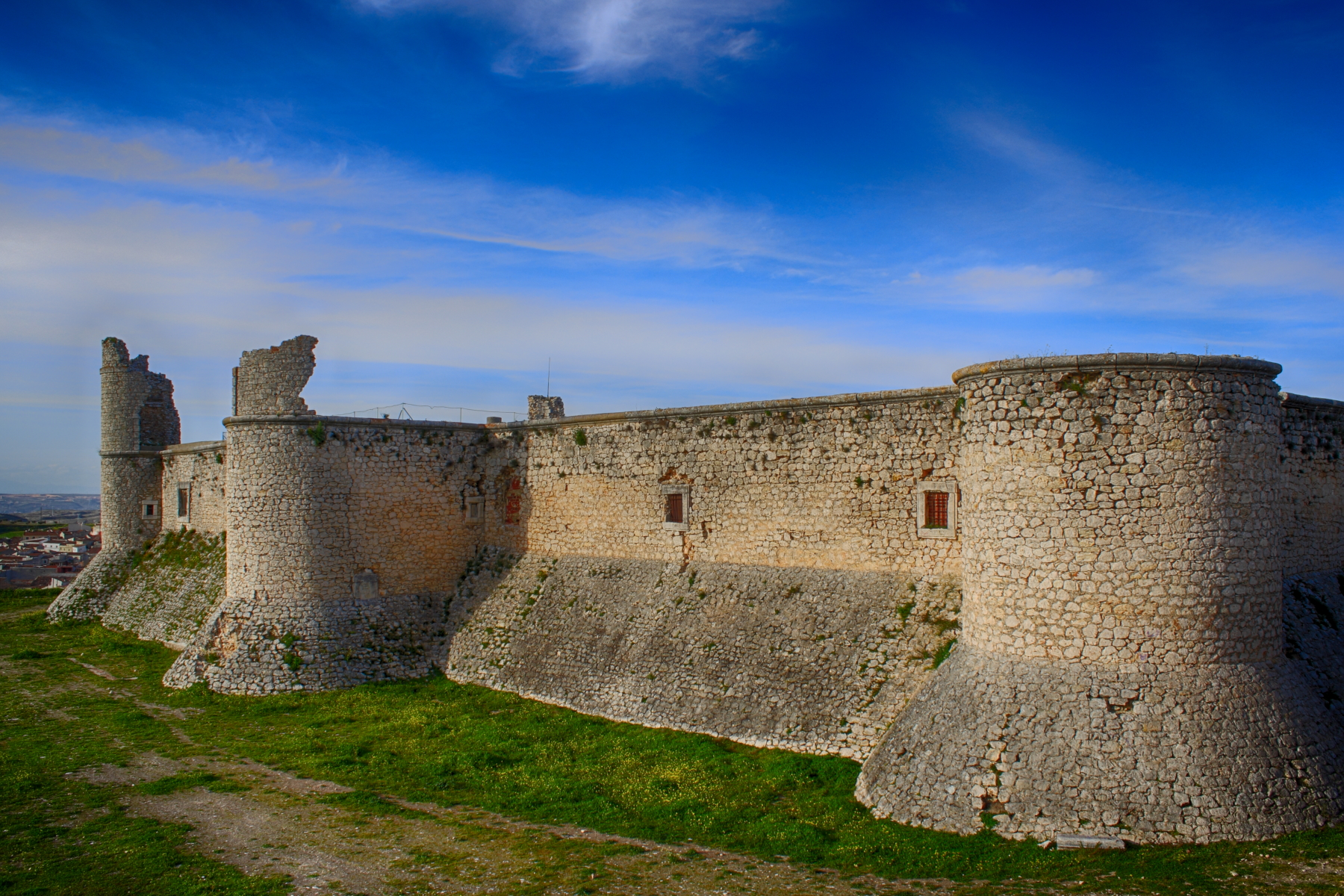
Castillo de Chinchón, atacado por los comuneros en 1520.

El 13 de septiembre el conde solicitó refuerzos para hacer frente a la revuelta, y parece que a principios de 1521 la situación ya estaba controlada, aunque el 9 de abril de 1521 el monarca dejó las manos libres al prior de San Juan, capitán realista en la región toledana, para someter a obediencia sus tierras. Todavía un mes después, el 21 de mayo, se expedía desde Segovia una provisión pidiendo a todas las autoridades ponerse a disposición del aristócrata para ayudarle en esta tarea.
En Ciempozuelos, el campesino más rico del lugar se erigió en líder de los sublevados, arengando a sus vecinos de esta forma:

Ea, hombres, todos procuremos por la libertad y viba el rey e la reyna e muramos todos contra Fernandillo (el conde de Chinchón) y veamos qué nos hará.

Finalmente, el conde recuperó la aldea y ahorcó al rico campesino que se había puesto al frente de los rebeldes.

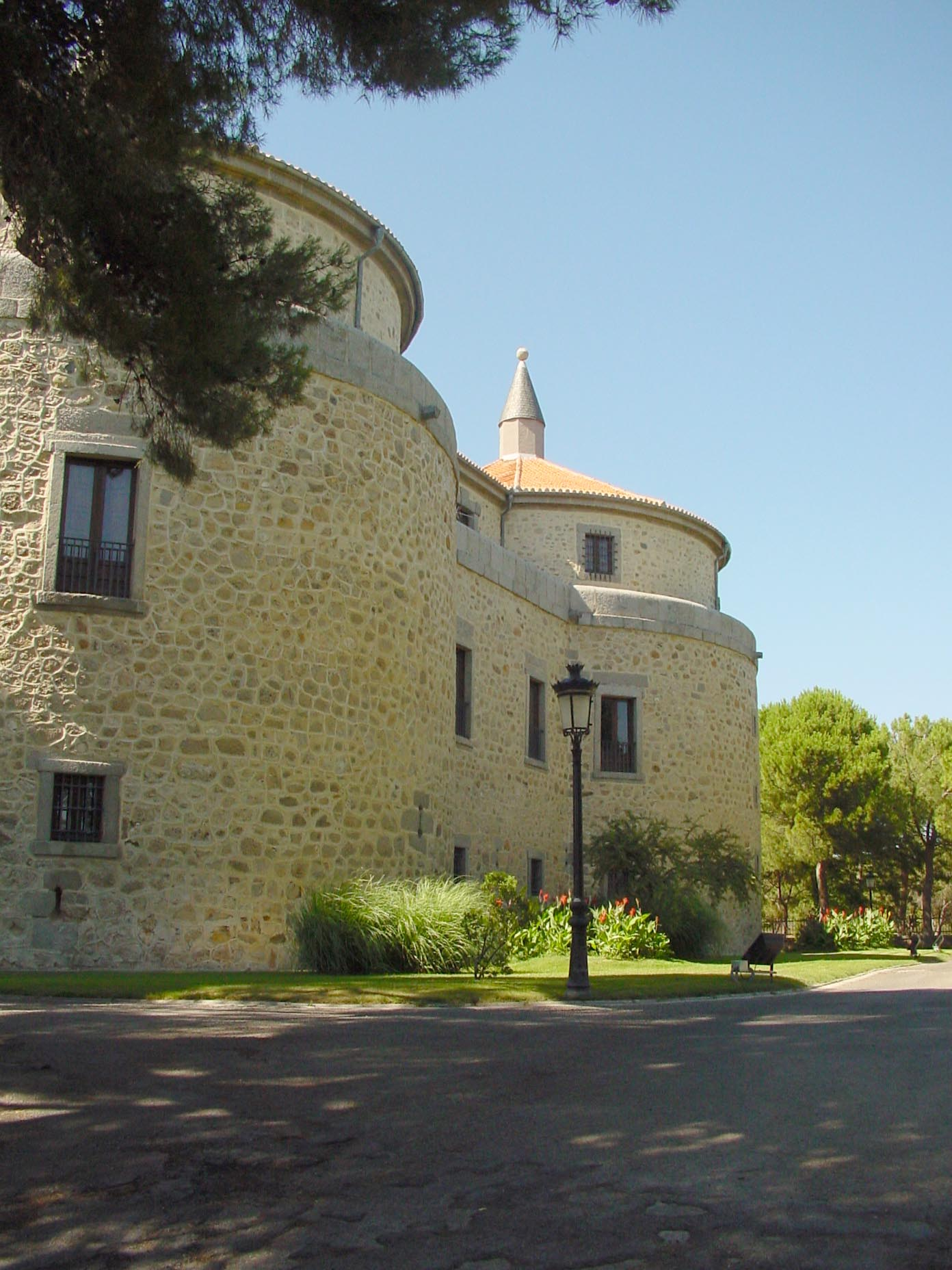
Castillo de Villaviciosa de Odón.

#### Consecuencias
Años después, la viuda del conde de Chinchón exigió en nombre de su hijo heredero una indemnización por los daños recibidos de sus súbditos y de los segovianos: al alcázar segoviano que había defendido, a los castillos de Chinchón y Odón, derribados, y a las cosechas y bosques devastados. El 18 de julio de 1522 se inició el proceso. La condesa reclamó 37 millones de maravedíes; los jueces le concedieron 11.540.287 maravedíes en 1524, pero hay que decir que las víctimas ya habían recuperado por su propia autoridad y sin esperar al veredicto quince millones. En la sentencia se citaban gran número de localidades condenadas a contribuir en la indemnización proporcionalmente a su población: Segovia, la tierra de Segovia, Casarrubios, Madrid, Ocaña, Yepes, Colmenar de Oreja, Chinchón, Valdelaguna, Villaconejos, San Martín de la Vega, Ciempozuelos, Valdemoro, Villaviciosa de Odón, Brunete, Sacedón, La Moraleja, Móstoles, Batres, etcétera. En 1528, tras la apelación, la Chancillería de Valladolid rebajó ligeramente el importe de la indemnización. Entonces, la condesa, descontenta, insistió de nuevo, y la sentencia definitiva del 30 de enero de 1531 le concedió 9.818.441 maravedíes.

### Orgaz
Los súbditos de Orgaz también se rebelaron contra su señor Álvaro Pérez de Guzmán, que el 13 de septiembre fue incluido en la lista de traidores que la Comunidad toledana animó a ejecutar sin proceso alguno y a apoderarse de sus bienes. El 30 de agosto el castillo de la villa, defendido por el comunero conde de Villafranca, Conde Antonio Álvarez de Toledo y Heredia, fue incendiado, terminando con el levantamiento.

### Moya
En la comarca de Moya, provincia de Cuenca, la sublevación tuvo lugar un día de octubre y sorprendió al marqués Juan Pérez de Cabrera Bobadilla, hijo del primer marqués de Moya Andrés Cabrera, enfermo en su palacio de Cardenete. En la noche del 30 y 31 de octubre llegaron a esta villa 3.000 hombres armados. Las anteriores protestas de lealtad no evitaron que el pueblo de Cardenete traicionase a su señor, que huyó con su familia hacia el castillo de Víllora mientras su palacio era entregado al saqueo.
A finales de octubre Cuenca ordenó al marquesado de Villena no acudir en ayuda de los rebeldes de Moya, advertencia que repetiría constantemente a lo largo del conflicto. En noviembre, fue Requena la que se levantó en armas, tomando el control de la fortaleza (con sus reservas de artillería, munición y trigo) y enviando un emisario a la Santa Junta, que la animó a extender la rebelión fuera de su distrito.

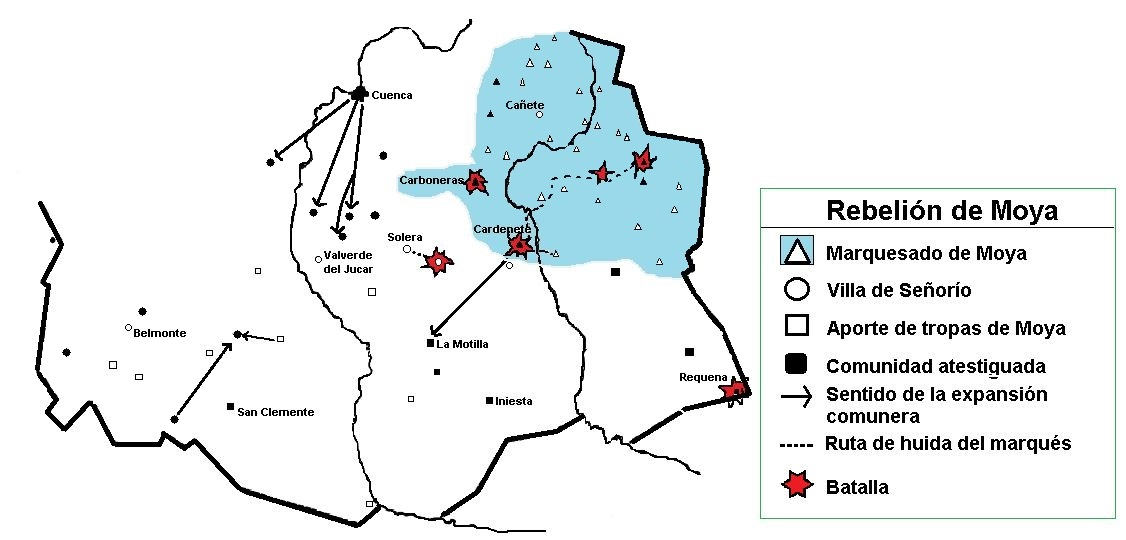
Mapa que representa los enfrentamientos y levantamientos antiseñoriales sucedidos en el marquesado de Moya durante 1520 y 1521.

La regencia encomendó la recuperación de Moya a Jorge Ruiz de Alarcón, señor de Valverde del Júcar. Con él colaboraron también el conde de Santiesteban y el propio marqués. Dos batallas tuvieron lugar en noviembre en Carboneras, la segunda de las cuales, el 14, habría acabado con la rebelión en todo el marquesado. Del bando rebelde se constataron 180 muertos y 300 prisioneros, mientras que las tropas señoriales no sufrieron más que tres o cuatro bajas.
Pero antes de que Moya fuese recuperada, su concejo había escrito a la ciudad de Cuenca que estaba dispuesta a morir con tal de volver al realengo. A esta actitud le acompañó la decisión de enviar hacia Flandes (donde se hallaba entonces el monarca) a dos legados, Pedro de Alarcón y Juan de Quixana, con copias de documentos del archivo municipal. Con todo eso, se entiende que la aparente sumisión del marquesado no durase mucho. Los líderes comuneros de Requena, La Motilla e Iniesta empezaron a reclutar tropas del marquesado de Villena y de la Valencia rebelde, de donde obtuvieron la artillería. El conde de Santiesteban previó lo que podría pasar y propuso unir fuerzas con Cuenca para cortarles a los rebeldes el paso a Moya. Pero en vano. Las fuerzas comuneras llegaron a la capital del marquesado hacia finales de enero o principios de febrero, sitiaron el alcázar y echaron a su señor. Requena, rival económica de Moya, se hizo con la administración y el justiciazgo, y sus cabecillas comenzaron a recaudar el portazgo y a vigilar la exportación de ganado a través del territorio.
Pero el marqués no tardó tampoco en volver a recuperar su feudo. El corregidor de Cuenca, Rodrigo Cárdenas, fue autorizado a tomar 1.000 ducados de las arcas reales y a poner en pie de guerra a un ejército de campaña. 800 soldados pudo reclutar el corregidor conquense, poniendo al licenciado Montalvo como lugarteniente y marchando hacia el sur, hacia el marquesado. Al parecer, Cárdenas luchaba y a su paso Montalvo administraba la justicia contra los vencidos. El 26 de marzo Moya volvió a manos del marqués, mientras que Requena cayó recién en mayo. Cuando el procurador de Moya en la Junta, Diego Aller, regresó a la villa, fue detenido y puesto a disposición del licenciado. Con esta contraofensiva la máquina judicial se puso en marcha y en Moya 804 personas fueron condenadas, 88 de ellas a muerte y confiscación de la mitad de los bienes. Cabe decir asimismo que el licenciado distinguió claramente entre los criminales que se habían aprovechado del levantamiento para cometer actos violentos, y aquellos que habían incurrido en responsabilidades políticas y militares al incitar la rebelión, dirigir y mandar tropas, y representar a Moya en la Junta. Los enviados a Flandes regresaron a Castilla cuando se enteraron de que el monarca no escuchaba a las delegaciones rebeldes. En la aldea de Cobos, Aragón, tomaron conocimiento de la derrota de los comuneros en Villalar y se desprendieron de su comprometedora documentación.

#### Consecuencias
Los conflictos del marquesado de Moya con su señor no terminaron con la revuelta comunera. Por el contrario, las tensiones pervivieron muchos años más, en los cuales el marqués quiso tomar venganza de lo ocurrido con su villa de Cárdenete. Hay que recordar que lo había traicionado en 1520, durante el primer levantamiento. Pero esta vez, la villa prefirió optar el camino del derecho y acudió al Consejo Real para satisfacer sus demandas. Cierto que no pudo alcanzar su devolución al realengo, pero los éxitos alcanzados tampoco fueron desdeñables.

### El Provencio y Santa María del Campo
En El Provencio el 17 de agosto de 1520, Alonso de Catalayud fue expulsado de la villa y sometido a un juicio popular por los lugareños que se habían organizado en comunidad:

La dicha villa se puso debaxo de la proteçión rreal sin obedeçer lo que el dicho don alonso de calatayud querría mandar e fazer en la dicha villa e fizo comunidad según que otras villas del dicho marquesado lo han hecho.

Hasta ochenta de personas se animaron a denunciar los abusos a los que eran sometidos por su señor. El 22 de septiembre la comunidad comisionó a Julián de Grimaldo y Francisco Valenciano para presentar ante el Consejo Real y el regente Adriano de Utrecht un memorial de agravios. Por él se pedía, no el fin de los malos usos señoriales, sino la total incorporación de la villa al patrimonio real. Al parecer, esta gestión ante el poder real no sirvió de mucho, y a los pocos días el memorial fue dirigido a la Junta, que lo recibió el 1 de octubre. Ese mismo día, expidió una provisión amparando a la villa en sus pretensiones y dando por nulas todas las cédulas del Consejo Real y el cardenal Adriano al respecto.
En Santa María del Campo Rus, los vasallos le negaron obediencia a su señor Bernardino del Castillo Portocarrero (que sin embargo pudo escapar de la bronca de sus súbditos al residir en Salamanca), depusieron a las autoridades y oficiales de justicia por él nombradas y le requisaron cuantos bienes poseía. Diego Esteban Blanco se erigió en capitán de los levantados, contando con la colaboración de otras villas comuneras| como San Clemente, El Provencio y El Cañavate. Particularmente duros fueron los combates que se entablaron en esta última villa en febrero de 1521, cuando un capitán del marquesado de Villena fue a expulsar a seis o siete capitanías de soldados alojados en ella, con ayuda del mismo alcalde.
Portocarrero se avino a pedir rápidamente al monarca la restitución de su señorío y el castigo de los responsables, sobre todo de Esteban Blanco. Se desconocen los pormenores de la represión, aunque debió ser bastante dura, pues se acordó que el proceder contra los insurrectos sería el mismo que contra los comuneros de Moya.

## Andalucía

### Cazorla y Villacarrillo
En Andalucía, Cazorla y su contorno (provincia de Jaén) fueron los únicos focos de rebelión antiseñorial. En agosto de 1520 el adelantado García de Villarroel, señor de la comarca, tuvo que refugiarse en el castillo para escapar de la ira de sus vasallos. El marqués de Mondéjar pudo solventar la cuestión, aunque solo de forma provisional, pues al poco tiempo se le rebelaron una parte de los vecinos de Villacarrillo. El adelantado se entregó a una acción represiva, pero entonces la aldea entera se sublevó, llamando en su apoyo a los comuneros de Úbeda y Baeza.
Restablecido el orden, Villarroel acusó a los comuneros de todas sus dificultades, pero en realidad estos sucesos fueron más bien la respuesta ante un señor de carácter impulsivo y no un conato de rebelión comunera como ocurrió en las Merindades o en Moya, por ejemplo. Sí es cierto, no obstante, que Juan de Calatrava, en nombre de la villa, acudió a la Junta a explicar las razones por las cuales se habían levantado, aunque también lo es que Cazorla elevó un memorial al rey en el mismo sentido y declarándose leal a la Corona.
El hecho de que los rebeldes castellanos nombrasen adelantado a Juan de Padilla, a la muerte del arzobispo toledano Guillermo de Croy (suspendiendo a Villarroel el 10 de enero de 1521), podría sugerir la posibilidad de que los comuneros explotasen a su favor la situación de la zona, pero lo cierto es que la derrota de Villalar puso fin a estas tentativas.